# Ens d'Abastament d'Aigua Ter-Llobregat
L'Ens d'Abastament d'Aigua Ter-Llobregat (ATL) és una empresa pública de la Generalitat de Catalunya, adscrita al Departament d'Acció Climàtica, Alimentació i Agenda Rural, creada l'any 2018 pel Govern de la Generalitat, a través de la qual aquesta assumeix la gestió directa del servei d'abastament d'aigua a poblacions per mitjà de les instal·lacions de la xarxa d'abastament Ter-Llobregat.
L'ATL presta el servei de producció i subministrament d'aigua potable per al proveïment de més de 100 municipis i una població propera als 5 milions de persones.
Des que el maig del 2023 fou nomenat pel Govern de la Generalitat, l'ambientòleg David Vila Ligero és el director d'Aigües Ter-Llobregat.